# Orix Buffaloes
Orix Buffaloes (jap. オリックス・バファローズ Orikkusu Bafarōzu) – japoński klub baseballowy z Osaki, występujący w zawodowej lidze Nippon Professional Baseball.
Klub powstał w 1936 roku pod nazwę Hankyu. W późniejszym okresie kilkakrotnie zmieniał nazwę (Hankyu Braves 1947-1988, ORIX Braves 1989-1990, ORIX Blue Wave 1991-2004). Od 2005 występuje jako Orix Buffaloes.

## Sukcesy
- Zwycięstwa w Japan Series (4):
1975–1977, 1996
- Zwycięstwa w Pacific League (12):
1967–1969, 1971–1972, 1975–1978, 1984, 1995–1996